# 巴里 (上比利牛斯省)
巴里（法語：Barry，法語發音：[baʁi]）是法国上比利牛斯省的一个市镇，属于塔布区。

## 地理
巴里（43°8'45"N, 0°1'22"E）面积2.54 平方千米，位于法国奧克西塔尼大區上比利牛斯省，该省份为法国西南部内陆省份，北至热尔省，西接大西洋比利牛斯省，南与西班牙接壤，东临上加龙省。
与巴里接壤的市镇（或旧市镇、城区）包括：贝纳克、阿沃朗、瑞洛斯、奥兰克勒。

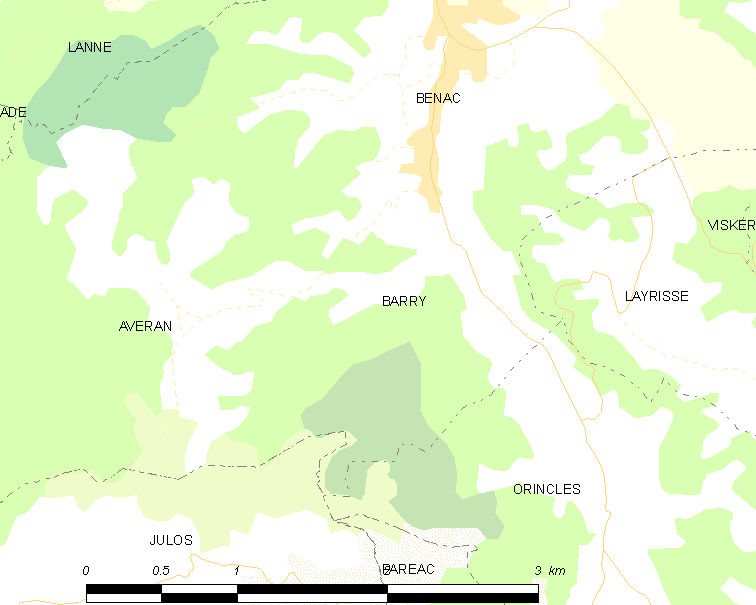
的OSM定位图

巴里的时区为UTC+01:00、UTC+02:00（夏令时）。

## 行政
巴里的邮政编码为65380，INSEE市镇编码为65067。

## 政治
巴里所属的省级选区为奥桑县。

## 人口

1962-2008年间人口变化图示

巴里于2022年1月1日时的人口数量为133人。